# Tettau, Oberspreewald-Lausitz
Tettau là một đô thị thuộc huyện Oberspreewald-Lausitz, bang Brandenburg, Đức.